# Edin Džeko
Edin Džeko (pronúncia bósnia: [ˈɛdin ˈdʒɛkɔ] som aproximado(inglês) [Jeco] (Sarajevo, 17 de março de 1986) é um futebolista bósnio que atua como centroavante. Atualmente joga pela Fiorentina.
Ele foi eleito o Jogador de Futebol Bósnio do Ano por três anos consecutivos. Ele foi apelidado de "Diamante da Bósnia" ou simplesmente "Diamante" (bósnio: "Bosanski Dijamant" ou "Dijamant") por fãs de futebol e jornalistas na Bósnia e Herzegovina. Antes de ingressar no Roma, ele jogou pelo Manchester City, mas ele fez um nome para si mesmo enquanto jogava pelo clube alemão VfL Wolfsburg, com quem venceu a Bundesliga na temporada de 2008–09. Ele foi o segundo maior goleador com 26 gols. Na temporada de 2009–10, Džeko foi o maior goleador com 22 golos. Ele também registrou dez assistências nas duas temporadas.

## Clubes
Džeko estreou como profissional durante a temporada 2001–02 jogando pelo Željezničar ainda como meia. Algum tempo depois se transferiu para o Teplice, e emprestado ao Ústí nad Labem, onde fez  6 gols em 15 jogos. Voltando ao Teplice, Džeko fez 16 gols em 28 jogos e foi o artilheiro da Liga Tcheca, devido ao seu ótimo desempenho na temporada, seria logo contratado pelo Wolfsburg pelo preço de 4 milhões de euros.
Depois de se transferir para o Wolfsburg, Džeko foi um sucesso imediato, marcando 23 gols e fazendo 15 assistências em 41 jogos. Durante sua primeira temporada na Alemanha, o Wolfsburg terminou em quinto lugar. Džeko terminou a temporada 2007–08 com 8 gols e 7 assistências em 17 jogos iniciados.
Durante a segunda temporada seu rendimento foi explosivo, devido as contratações de Misimović (companheiro de seleção bósnia) e o artilheiro Grafite. Em maio de 2009, Džeko marcou um hat-trick contra o Hoffenheim, e um outro contra o Hannover 96 apenas duas semanas mais tarde, contribuindo para o título da Bundesliga de 2008–09. Após renovar seu contrato após a conquista da liga alemã, ele foi um dos 30 jogadores nomeados para o Ballon d'Or 2009. Tornou-se o artilheiro da Bundesliga de 2009–10, com 32 gols marcados.

### Manchester City

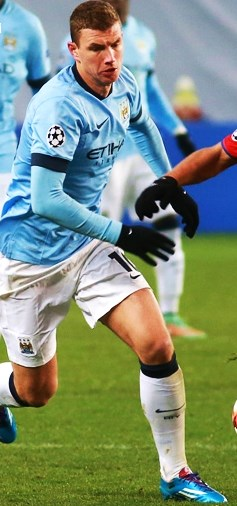
Džeko no Manchester City.

Foi contratado pelo Manchester City pelo valor de 27,5 milhões de libras (pouco mais de 31 milhões de euros), sendo a contratação mais cara da história da Bundesliga e de um jogador bósnio. Se juntando em um contrato de 4 anos e meio. Durante a temporada 2011–12 da Premier League, Džeko marcou quatro gols em um jogo pelo Manchester City contra o Tottenham Hotspur em White Hart Lane. Mais tarde, ele afirmou que o objetivo era um dos mais importantes de sua carreira. Foi importantíssimo ao City na temporada 2011–12, na conquista do título Premier League marcando o gol de empate contra o Queens Park Rangers, na última rodada do campeonato. Esse gol, que seria sucedido por outro (de Sergio Agüero) esse, dando o tão cobiçado título ao City e, quebrando um jejum de 44 anos. Em 25 de abril de 2011, marcou seu primeiro gol na Premier League, o gol foi na partida contra o Blackburn Rovers no estádio Ewood Park.
Džeko permaneceu quatro temporadas e meia em Manchester. Anotou 72 gols e deu 38 assistências em 189 partidas pelo Manchester City, bons números. Ele ainda anotou 16 tentos na campanha do novo título na Premier League em 2013/14.

### Roma

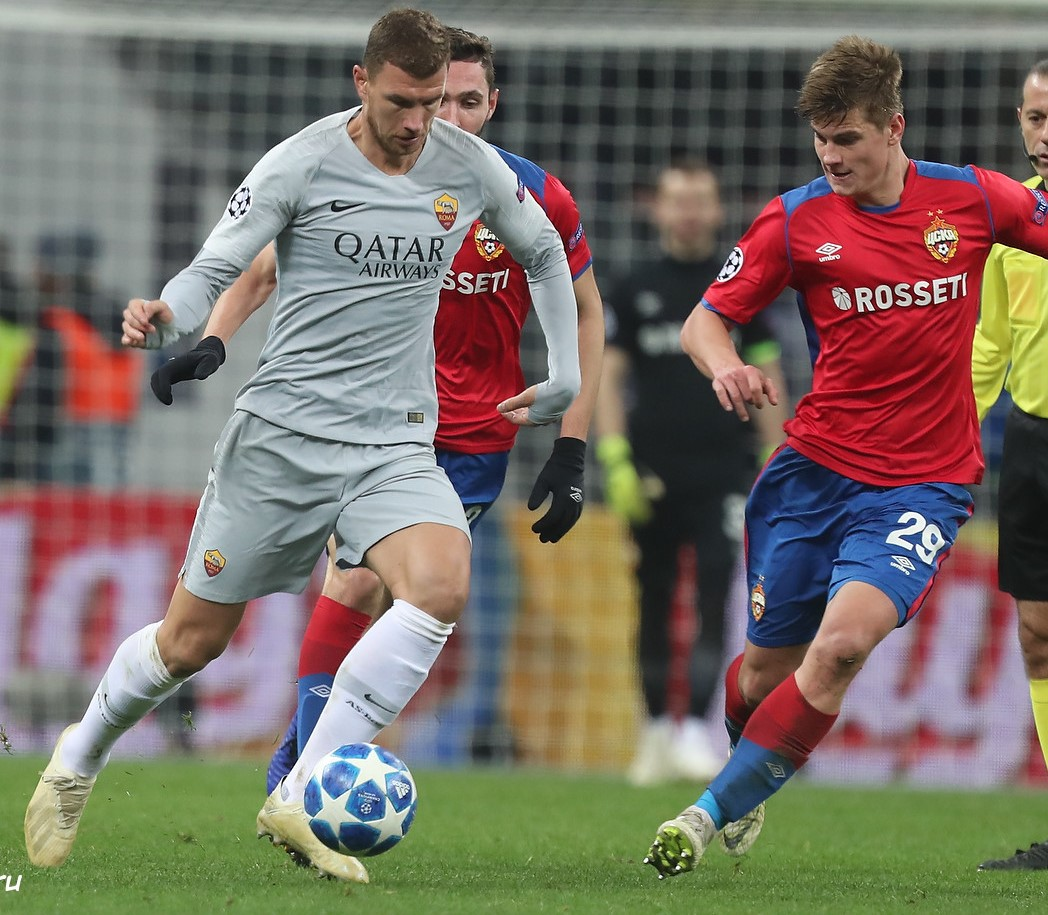
Džeko em ação pela Roma contra o CSKA Moscou em 2018.

Foi cedido por empréstimo da Roma a 12 de agosto de 2015 para a temporada 2015–16, com opção de compra ao fim do mesmo.Em 22 de agosto, ele fez sua estreia contra o Hellas Verona em um empate por um gol pela Série A. Ele marcou seu primeiro gol em 30 de agosto na Série A contra a Juventus em uma partida que terminou em 2 a 1 a favor da Roma.
Em sua primeira temporada Džeko não teve um bom desempenho já que em 31 jogos no campeonato, ele marcou 8 gols (39 jogos e 10 gols considerando todas as competições).
A temporada 2016-17, de Džeko foi fantástico, mostrando uma excelente veia goleadora desde as primeiras partidas, ele consolidou-se como o maior goleador da temporada na história da Roma, chegando a 39 gols (entre ligas e copas) por ocasião da partida vencida por 2 a 0 contra o Empoli em 1º de abril de 2017. Além disso, Džeko supera o recorde pessoal de 36 gols marcados na temporada 2008-2009. Ele também se tornou artilheiro da Liga Europa com 8 gols e na Série A 2016-2017 com 29 gols.
Em 3 de março de 2018, Džeko marcou seu 50º gol na liga pelo Roma, tornando-se o primeiro jogador a marcar 50 gols em três das cinco principais ligas da Europa.
Em 15 de julho de 2020, graças ao gol da liga contra o Verona (2-1), Džeko alcançou 105 gols oficiais gerais com a Roma, tornando-se assim o maior artilheiro estrangeiro da história do Giallorossi, bem como o quinto maior artilheiro do Giallorossi de todos os tempos.
Após seis temporadas, e sendo um dos jogadores mais importantes da equipe da capital italiana, Džeko deixou a Roma onde marcou 119 gols em 260 partidas.

### Internazionale
A Internazionale de Milão anunciou a contratação de Edin Džeko em 14 de agosto de 2021. O contrato de Džeko  com o clube de Milão é válido até junho de 2023.Estreou sete dias depois, por ocasião da partida em casa contra o Genoa, neste jogo completou 200 jogos na Série A e também marcou o primeiro gol dos milaneses.
Na temporada 2022-23, Edin Džeko foi vice-campeão da Champions e oa Aos 37 anos, anotou 14 gols em 52 partidas.
Džeko deixou a Inter com  31 gols e 15 assistências em 101 partidas pelo clube. Campeão na Copa da Itália duas vezes e vice-campeão da Champions.

### Fenerbahçe
Edin Džeko assinou um contrato de duas temporadas com o Fenerbahçe, anunciou o clube turco no dia 22 de junho de 2023. Ele receberá 4,2 milhões de euros (R$ 21,9 milhões na cotação atual) por ano nas temporadas 2023/2024 e 2024/2025.

### Fiorentina
Em 10 de julho de 2025, a Fiorentina anunciou a contratação sem custos de Džeko, após o fim do contrato com o Fenerbahçe. O jogador assinou até 30 de junho de 2026, com renovação automática até 30 de junho de 2027, caso atinja metas.

## Seleção Bósnia
Edin Džeko estreou pela Seleção Bósnia no dia 2 de junho de 2007 em um partida contra a Turquia, em jogo válido pelas Eliminatórias da Euro 2008, quando também marcou um gol. 
Džeko tornou-se no melhor marcador de sempre da Bósnia e Herzegovina, a 7 de setembro de 2012, num jogo contra o Liechtenstein, onde marcou três hat-tricks para ultrapassar Zvjezdan Misimović e Elvir Bolić. 
No final do ano de 2013, Edin Džeko conquistou algo inédito para a sua seleção; uma vaga na Copa do Mundo de 2014, onde surpreenderam a todos quando terminaram em primeiro lugar do seu grupo nas eliminatórias, ficando na frente de países como a Grécia e a Eslováquia. Seus dez gols na campanha eliminatória ajudaram sua seleção a se classificar para o seu primeiro torneio internacional.
Porém, a Bósnia não fez uma campanha tão boa naquela Copa do Mundo, onde foram eliminados na fase de grupos, com duas derrotas e uma vitória. Džeko marcou apenas um gol no torneio, na vitória sobre o Irã, onde o placar final foi de 3–1.
Após a Copa do Mundo FIFA de 2014 substituiu Emir Spahić como capitão da seleção. Hoje ele é o maior artilheiro da sua seleção e considerado por muitos como o maior jogador da seleção da Bósnia.
Em 11 de setembro de 2018, em um jogo contra a Áustria, ele jogou seu jogo 95 para a Bósnia e Herzegovina e superou Emir Spahićpara se tornar jogador mais limitado do país.

## Embaixador da UNICEF
Em novembro de 2009, Edin Džeko se tornou o primeiro bósnio embaixador da UNICEF. A partir disto visitando várias escolas de áreas pobres da Bósnia e Herzegovina, ajudou as crianças que tiveram experiências traumáticas relacionadas com a Guerra da Bósnia e outras situações.

## Estatísticas
Atualizado até 14 de outubro de 2020.

### Seleção Bósnia
| Ano   |       |      |       |
| Ano   | Jogos | Gols | Média |
| ----- | ----- | ---- | ----- |
| 2007  | 7     | 1    | 0,14  |
| 2008  | 6     | 5    | 0,83  |
| 2009  | 10    | 8    | 0,80  |
| 2010  | 8     | 3    | 0,37  |
| 2011  | 10    | 3    | 0,30  |
| 2012  | 9     | 6    | 0,66  |
| 2013  | 9     | 7    | 0,77  |
| 2014  | 10    | 5    | 0,50  |
| 2015  | 7     | 7    | 1     |
| 2016  | 7     | 4    | 0,50  |
| 2017  | 6     | 3    | 0,50  |
| 2018  | 10    | 3    | 0,30  |
| 2019  | 8     | 3    | 0,5   |
| 2020  | 5     | 1    | 0,5   |
| Total | 112   | 59   | 0,55  |

Expanda a caixa de informações para conferir todos os jogos deste jogador, pela sua seleção nacional.
|      | Data                    | Local                                           | Resultado | Adversário         | Gol(s) | Competição                   |
| ---- | ----------------------- | ----------------------------------------------- | --------- | ------------------ | ------ | ---------------------------- |
| 1.   | 2 de junho de 2007      | Asim Ferhatović Hase, Sarajevo                  | 3–2       | Turquia            | 1      | Elim. Euro 2008              |
| 2.   | 6 de junho de 2007      | Asim Ferhatović Hase, Sarajevo                  | 1–0       | Malta              | 0      | Elim. Euro 2008              |
| 3.   | 22 de agosto de 2007    | Asim Ferhatović Hase, Sarajevo                  | 3–5       | Croácia            | 0      | Amistoso                     |
| 4.   | 8 de setembro de 2007   | Stadion Sóstói, Székesfehérvár                  | 0–1       | Hungria            | 0      | Elim. Euro 2008              |
| 5.   | 12 de setembro de 2007  | Asim Ferhatović Hase, Sarajevo                  | 0–1       | Moldávia           | 0      | Elim. Euro 2008              |
| 6.   | 17 de outubro de 2007   | Asim Ferhatović Hase, Sarajevo                  | 0–2       | Noruega            | 0      | Elim. Euro 2008              |
| 7.   | 21 de novembro de 2007  | Estádio Ali Sami Yen, Istambul                  | 0–1       | Turquia            | 0      | Elim. Euro 2008              |
| 8.   | 26 de março de 2008     | Estádio Bilino Polje, Zenica                    | 2–2       | Macedônia do Norte | 0      | Amistoso                     |
| 9.   | 6 de setembro de 2008   | Estádio Nueva Condomina, Múrcia                 | 0–1       | Espanha            | 0      | Elim. Copa do Mundo 2010     |
| 10.  | 10 de setembro de 2008  | Estádio Bilino Polje, Zenica                    | 7–0       | Estónia            | 2      | Elim. Copa do Mundo 2010     |
| 11.  | 11 de outubro de 2008   | Beşiktaş İnönü Stadyumu, Istambul               | 1–2       | Turquia            | 1      | Elim. Copa do Mundo 2010     |
| 12.  | 15 de outubro de 2008   | Estádio Bilino Polje, Zenica                    | 4–1       | Armênia            | 1      | Elim. Copa do Mundo 2010     |
| 13.  | 19 de novembro de 2008  | Stadion Ljudski vrt, Maribor                    | 4–3       | Eslovênia          | 1      | Amistoso                     |
| 14.  | 28 de março de 2009     | Fenix Stadion, Genk                             | 4–2       | Bélgica            | 1      | Elim. Copa do Mundo 2010     |
| 15.  | 1 de abril de 2009      | Estádio Bilino Polje, Zenica                    | 2–1       | Bélgica            | 2      | Elim. Copa do Mundo 2010     |
| 16.  | 9 de junho de 2009      | Stade Pierre de Coubertin, Cannes               | 2–1       | Omã                | 1      | Amistoso                     |
| 17.  | 12 de agosto de 2009    | Asim Ferhatović Hase, Sarajevo                  | 2–3       | Irã                | 2      | Amistoso                     |
| 18.  | 5 de setembro de 2009   | Hanrapetakan Stadium, Ierevan                   | 2–0       | Armênia            | 0      | Elim. Copa do Mundo 2010     |
| 19.  | 9 de setembro de 2009   | Estádio Bilino Polje, Zenica                    | 1–1       | Turquia            | 0      | Elim. Copa do Mundo 2010     |
| 20.  | 10 de outubro de 2009   | A. Le Coq Arena, Tallinn                        | 2–0       | Estónia            | 1      | Elim. Copa do Mundo 2010     |
| 21.  | 14 de outubro de 2009   | Estádio Bilino Polje, Zenica                    | 2–5       | Espanha            | 1      | Elim. Copa do Mundo 2010     |
| 22.  | 14 de novembro de 2009  | Estádio da Luz, Lisboa                          | 0–1       | Portugal           | 0      | Play-Offs Copa do Mundo 2010 |
| 23.  | 18 de novembro de 2009  | Estádio Bilino Polje, Zenica                    | 0–1       | Portugal           | 0      | Play-Offs Copa do Mundo 2010 |
| 24.  | 3 de março de 2010      | Asim Ferhatović Hase, Sarajevo                  | 2–1       | Gana               | 0      | Amistoso                     |
| 25.  | 29 de maio de 2010      | Estádio Råsunda, Estocolmo                      | 2–4       | Suécia             | 0      | Amistoso                     |
| 26.  | 3 de junho de 2010      | Commerzbank Arena, Frankfurt                    | 1–3       | Alemanha           | 1      | Amistoso                     |
| 27.  | 10 de agosto de 2010    | Stadion Grbavica, Sarajevo                      | 1–1       | Catar              | 0      | Amistoso                     |
| 28.  | 3 de setembro de 2010   | Stade Josy Barthel, Luxemburgo                  | 3–0       | Luxemburgo         | 1      | Elim. Euro 2012              |
| 29.  | 7 de setembro de 2010   | Asim Ferhatović Hase, Sarajevo                  | 0–2       | França             | 0      | Elim. Euro 2012              |
| 30.  | 8 de outubro de 2010    | Estádio Qemal Stafa, Tirana                     | 1–1       | Albânia            | 0      | Elim. Euro 2012              |
| 31.  | 17 de novembro de 2010  | Estádio Pasienky, Bratislava                    | 3–2       | Eslováquia         | 1      | Amistoso                     |
| 32.  | 26 de março de 2011     | Estádio Bilino Polje, Zenica                    | 2–1       | Romênia            | 1      | Elim. Euro 2012              |
| 33.  | 3 de junho de 2011      | Stadionul Giuleşti-Valentin Stănescu, Bucareste | 0–3       | Romênia            | 0      | Elim. Euro 2012              |
| 34.  | 7 de junho de 2011      | Estádio Bilino Polje, Zenica                    | 2–0       | Albânia            | 0      | Elim. Euro 2012              |
| 35.  | 10 de agosto de 2011    | Asim Ferhatović Hase, Sarajevo                  | 0–0       | Grécia             | 0      | Amistoso                     |
| 36.  | 2 de setembro de 2011   | Dinamo Stadium, Minsk                           | 2–0       | Bielorrússia       | 0      | Elim. Euro 2012              |
| 37.  | 6 de setembro de 2011   | Estádio Bilino Polje, Zenica                    | 1–0       | Bielorrússia       | 0      | Elim. Euro 2012              |
| 38.  | 7 de outubro de 2011    | Estádio Bilino Polje, Zenica                    | 5–0       | Luxemburgo         | 1      | Elim. Euro 2012              |
| 39.  | 11 de outubro de 2011   | Stade de France, Saint-Denis                    | 1–1       | França             | 1      | Elim. Euro 2012              |
| 40.  | 11 de novembro de 2011  | Estádio Bilino Polje, Zenica                    | 0–0       | Portugal           | 0      | Play-Offs Euro 2012          |
| 41.  | 15 de novembro de 2011  | Estádio da Luz, Lisboa                          | 2–6       | Portugal           | 0      | Play-Offs Euro 2012          |
| 42.  | 28 de fevereiro de 2012 | AFG Arena, São Galo                             | 1–2       | Brasil             | 0      | Amistoso                     |
| 43.  | 26 de maio de 2012      | Aviva Stadium, Dublin                           | 0–1       | Irlanda            | 0      | Amistoso                     |
| 44.  | 31 de maio de 2012      | Soldier Field, Chicago                          | 1–2       | México             | 1      | Amistoso                     |
| 45.  | 15 de agosto de 2012    | Parc y Scarlets, Llanelli                       | 2–0       | País de Gales      | 0      | Amistoso                     |
| 46.  | 7 de setembro de 2012   | Rheinpark Stadion, Vaduz                        | 8–1       | Liechtenstein      | 3      | Elim. Copa do Mundo 2014     |
| 47.  | 11 de setembro de 2012  | Estádio Bilino Polje, Zenica                    | 4–1       | Letónia            | 1      | Elim. Copa do Mundo 2014     |
| 48.  | 12 de outubro de 2012   | Estádio Karaiskákis, Pireu                      | 0–0       | Grécia             | 0      | Elim. Copa do Mundo 2014     |
| 49.  | 16 de outubro de 2012   | Estádio Bilino Polje, Zenica                    | 3–0       | Lituânia           | 1      | Elim. Copa do Mundo 2014     |
| 50.  | 14 de novembro de 2012  | 5 de Julho, Argel                               | 1–0       | Argélia            | 0      | Amistoso                     |
| 51.  | 6 de fevereiro de 2013  | Estádio Stožice, Liubliana                      | 3–0       | Eslovênia          | 0      | Amistoso                     |
| 52.  | 22 de março de 2013     | Estádio Bilino Polje, Zenica                    | 3–1       | Grécia             | 2      | Elim. Copa do Mundo 2014     |
| 53.  | 7 de junho de 2013      | Estádio Skonto, Riga                            | 5–0       | Letónia            | 1      | Elim. Copa do Mundo 2014     |
| 54.  | 14 de agosto de 2013    | Asim Ferhatović Hase, Sarajevo                  | 3–4       | Estados Unidos     | 2      | Amistoso                     |
| 55.  | 6 de setembro de 2013   | Estádio Bilino Polje, Zenica                    | 0–1       | Eslováquia         | 0      | Elim. Copa do Mundo 2014     |
| 56.  | 10 de setembro de 2013  | Štadión pod Dubňom, Žilina                      | 2–1       | Eslováquia         | 0      | Elim. Copa do Mundo 2014     |
| 57.  | 11 de outubro de 2013   | Estádio Bilino Polje, Zenica                    | 4–1       | Liechtenstein      | 2      | Elim. Copa do Mundo 2014     |
| 58.  | 15 de outubro de 2013   | Estádio Darius e Girėnas, Kaunas                | 1–0       | Letónia            | 0      | Elim. Copa do Mundo 2014     |
| 59.  | 18 de novembro de 2013  | Busch Stadium, St. Louis                        | 0–2       | Argentina          | 0      | Amistoso                     |
| 60.  | 5 de março de 2014      | Tivoli Stadion, Innsbruck                       | 0–2       | Egito              | 0      | Amistoso                     |
| 61.  | 30 de março de 2014     | Edward Jones Dome, St. Louis                    | 2–1       | Costa do Marfim    | 2      | Amistoso                     |
| 62.  | 3 de junho de 2014      | Soldier Field, Chicago                          | 1–0       | México             | 0      | Amistoso                     |
| 63.  | 15 de junho de 2014     | Maracanã, Rio de Janeiro                        | 1–2       | Argentina          | 0      | Copa do Mundo 2014           |
| 64.  | 21 de junho de 2014     | Arena Pantanal, Cuiabá                          | 0–1       | Nigéria            | 0      | Copa do Mundo 2014           |
| 65.  | 25 de junho de 2014     | Arena Fonte Nova, Salvador                      | 3–1       | Irã                | 1      | Copa do Mundo 2014           |
| 66.  | 4 de setembro de 2014   | Tušanj City Stadium, Tuzla                      | 3–0       | Liechtenstein      | 1      | Amistoso                     |
| 67.  | 9 de setembro de 2014   | Estádio Bilino Polje, Zenica                    | 1–2       | Chipre             | 0      | Elim. Euro 2016              |
| 68.  | 10 de outubro de 2014   | Cardiff City Stadium, Cardiff                   | 0–0       | País de Gales      | 0      | Elim. Euro 2016              |
| 69.  | 13 de outubro de 2014   | Estádio Bilino Polje, Zenica                    | 1–1       | Bélgica            | 1      | Elim. Euro 2016              |
| 70.  | 28 de março de 2015     | Estadi Nacional, Andorra-a-Velha                | 3–0       | Andorra            | 3      | Elim. Euro 2016              |
| 71.  | 31 de março de 2015     | Ernst-Happel-Stadion, Viena                     | 1–1       | Áustria            | 0      | Amistoso                     |
| 72.  | 12 de junho de 2015     | Estádio Bilino Polje, Zenica                    | 3–1       | Israel             | 1      | Elim. Euro 2016              |
| 73.  | 3 de setembro de 2015   | Estádio Rei Baudouin, Bruxelas                  | 1–3       | Bélgica            | 1      | Elim. Euro 2016              |
| 74.  | 6 de setembro de 2015   | Estádio Bilino Polje, Zenica                    | 3–0       | Andorra            | 1      | Elim. Euro 2016              |
| 75.  | 13 de novembro de 2015  | Estádio Bilino Polje, Zenica                    | 1–1       | Irlanda            | 1      | Play-Offs Euro 2016          |
| 76.  | 16 de novembro de 2015  | Aviva Stadium, Dublin                           | 0–2       | Irlanda            | 0      | Play-Offs Euro 2016          |
| 77.  | 25 de março de 2016     | Stade Josy Barthel, Luxemburgo                  | 3–0       | Luxemburgo         | 0      | Amistoso                     |
| 78.  | 29 de março de 2016     | Estádio Letzigrund, Zurique                     | 2–0       | Suíça              | 1      | Amistoso                     |
| 79.  | 29 de maio de 2016      | AFG Arena, São Galo                             | 1–3       | Espanha            | 0      | Amistoso                     |
| 80.  | 6 de setembro de 2016   | Estádio Bilino Polje, Zenica                    | 6–0       | Estónia            | 1      | Elim. Copa do Mundo 2018     |
| 81.  | 7 de outubro de 2016    | Estádio Rei Baudouin, Bruxelas                  | 0–4       | Bélgica            | 0      | Elim. Copa do Mundo 2018     |
| 82.  | 10 de outubro de 2016   | Estádio Bilino Polje, Zenica                    | 2–0       | Chipre             | 2      | Elim. Copa do Mundo 2018     |
| 83.  | 13 de novembro de 2016  | Estádio Karaiskákis, Pireu                      | 1–1       | Grécia             | 0      | Elim. Copa do Mundo 2018     |
| 84.  | 28 de março de 2017     | Elbasan Arena, Elbasani                         | 2–1       | Albânia            | 1      | Amistoso                     |
| 85.  | 9 de junho de 2017      | Estádio Bilino Polje, Zenica                    | 0–0       | Grécia             | 0      | Elim. Copa do Mundo 2018     |
| 86.  | 31 de agosto de 2017    | Estádio GSP, Nicósia                            | 2–3       | Chipre             | 0      | Elim. Copa do Mundo 2018     |
| 87.  | 3 de setembro de 2017   | Estádio Algarve, Loulé                          | 4–0       | Gibraltar          | 2      | Elim. Copa do Mundo 2018     |
| 88.  | 7 de outubro de 2017    | Stadion Grbavica, Sarajevo                      | 3–4       | Bélgica            | 0      | Elim. Copa do Mundo 2018     |
| 90.  | 23 de março de 2018     | Ludogorets Arena, Razgrad                       | 1–0       | Bulgária           | 0      | Amistoso                     |
| 91.  | 27 de março de 2018     | Stade Océane, Le Havre                          | 0–0       | Senegal            | 0      | Amistoso                     |
| 92.  | 28 de maio de 2018      | Estádio Bilino Polje, Zenica                    | 0–0       | Montenegro         | 0      | Amistoso                     |
| 93.  | 1 de junho de 2018      | Jeonju World Cup Stadium, Jeonju                | 3–1       | Coreia do Sul      | 0      | Amistoso                     |
| 94.  | 8 de setembro de 2018   | Windsor Park, Belfast                           | 2–1       | Irlanda do Norte   | 0      | Liga das Nações da UEFA B    |
| 95.  | 11 de setembro de 2018  | Estádio Bilino Polje, Zenica                    | 2–1       | Áustria            | 1      | Liga das Nações da UEFA B    |
| 96.  | 11 de outubro de 2018   | Estádio Olímpico Atatürk, Istambul              | 0–0       | Turquia            | 0      | Amistoso                     |
| 97.  | 15 de outubro de 2018   | Stadion Grbavica, Sarajevo                      | 2–0       | Irlanda do Norte   | 2      | Liga das Nações da UEFA B    |
| 98.  | 15 de novembro de 2018  | Ernst-Happel-Stadion, Viena                     | 0–0       | Áustria            | 0      | Liga das Nações da UEFA B    |
| 99.  | 18 de novembro de 2018  | Estádio Gran Canaria, Las Palmas                | 0–1       | Espanha            | 0      | Amistoso                     |
| 100. | 23 de março de 2019     | Stadion Grbavica, Sarajevo                      | 1–2       | Armênia            | 0      | Elim. Eurocopa 2020          |
| 101. | 26 de março de 2019     | Estádio Bilino Polje, Zenica                    | 2–2       | Grécia             | 0      | Elim. Eurocopa 2020          |
| 102. | 8 de junho de 2019      | Estádio de Tampere, Tampere                     | 0–2       | Finlândia          | 0      | Elim. Eurocopa 2020          |
| 103. | 11 de junho de 2019     | Juventus Stadium, Turim                         | 1–2       | Itália             | 1      | Elim. Eurocopa 2020          |
| 104. | 5 de setembro de 2019   | Bilino Polje Stadium, Zenica                    | 5–0       | Liechtenstein      | 1      | Elim. Eurocopa 2020          |
| 105. | 8 de setembro de 2019   | Estádio Republicano, Erevan                     | 2–4       | Armênia            | 1      | Elim. Eurocopa 2020          |
| 106. | 15 de novembro de 2019  | Estádio Bilino Polje, Zenica                    | 0–3       | Itália             | 0      | Elim. Eurocopa 2020          |
| 107. | 18 de novembro de 2019  | Rheinpark Stadion, Vaduz                        | 3–0       | Liechtenstein      | 0      | Elim. Eurocopa 2020          |
| 108. | 4 de setembro de 2020   | Estádio Artemio Franchi, Florença               | 1–1       | Itália             | 1      | Liga das Nações da UEFA A    |
| 109. | 7 de setembro de 2020   | Estádio Bilino Polje, Zenica                    | 1–2       | Polónia            | 0      | Liga das Nações da UEFA A    |

## Títulos
Wolfsburg
- Bundesliga: 2008–09

Manchester City
- Copa da Inglaterra: 2010–11
- Premier League: 2011–12 e 2013–14
- Supercopa da Inglaterra: 2012
- Copa da Liga Inglesa: 2013–14

Internazionale
- Supercopa da Itália: 2021 e 2022
- Copa da Itália: 2021–22 e 2022–23

Seleção Bósnia
- Copa Kirin: 2016

### Prêmios individuais
- Melhor jogador da Bundesliga: 2008–09
- Futebolista Bósnio do Ano: 2009, 2010 e 2011
- 73º melhor jogador do ano de 2016 (Marca)[28]
- Homem do Jogo da Supercopa da Itália: 2022

### Artilharias
- Copa da Alemanha de 2008–09: (6 gols)
- Bundesliga de 2009–10: (22 gols)
- Copa da Liga Inglesa de 2013–14: (6 gols)
- Copa Audi de 2013: (2 gols)
- Serie A de 2016–17: (29 gols)
- Liga Europa da UEFA de 2016–17: (8 gols)
- Liga das Nações da UEFA B de 2018–19: (3 gols)
- Supercopa da Itália de 2022: (1 gol)